# Dreamers (videogioco)
Dreamers è un videogioco indie d'avventura pubblicato il 1º settembre 2023 per PlayStation 4, PlayStation 5, Xbox One e Xbox Series in seguito alla presentazione da parte del programma di Microsoft ID@Xbox per la propria console durante l'estate dello stesso anno.
Questo titolo si colloca all'interno del vasto panorama dei videogiochi d'avventura per console.

## Trama
Il giocatore si trova a vestire i panni di tre distinti personaggi, ognuno alle prese con situazioni uniche. Il primo tra essi è Boy, il quale un giorno riceve una misteriosa lettera d'invito da sua nonna, ma con l'inconveniente che questa ha dimenticato di apporvi il proprio indirizzo. Da questo momento, si scatena una serie di eventi talvolta surreali e comici, finalizzati a tracciare il percorso intrapreso dalla lettera e a raggiungere, finalmente, la sua destinazione.
In un determinato punto della storia, fa la sua comparsa il secondo personaggio giocabile, denominato Girl. Questo accade quando Boy, nel suo sforzo di rintracciare il percorso della lettera, giunge all'ufficio postale locale. Qui scopre con sorpresa che Girl è stata la causa di una sfortunata consegna a distanza effettuata mediante un drone. Durante una conversazione, i due cominciano a speculare sulle diverse possibili origini della lettera, giungendo alla conclusione che condividono un destino simile. Questo porta Girl a decidere di unirsi a Boy, sfruttando i giorni di ferie che non aveva ancora usufruito. Una dettagliata analisi dei timbri sulla lettera rivela che questa proviene da una remota e popolare località turistica. La ragione per cui Girl si unisce a Boy è un mistero legato al fatto che i suoi genitori sono partiti in vacanza in quella stessa regione, ma non hanno mai fatto ritorno né fornito alcuna notizia.
I due intraprendono quindi un avventuroso viaggio alla volta di questa soleggiata destinazione, ma non senza incontrare una serie di imprevisti e peripezie lungo il loro cammino. Questi imprevisti li costringono a attraversare percorsi innevati, navigare oceani, superare paludi insidiose e attraversare deserti aridi. Nel corso delle loro avventure, fanno anche la conoscenza di vari personaggi, uno dei quali decide di unirsi a loro poiché anch'esso scopre di avere un destino simile: Robot.
Le avventure dei tre personaggi avanzano, ma non senza contrasti all'interno del gruppo. Più volte, essi si separano e si riuniscono nel corso della loro ricerca dell'obiettivo comune. Queste divisioni e riconciliazioni contribuiscono a rendere la loro storia ancora più avvincente e coinvolgente. I conflitti possono sorgere a causa delle diverse personalità e punti di vista dei personaggi, creando tensioni e momenti di incertezza. Tuttavia, nonostante le discordie, essi continuano a essere spinti dalla determinazione di raggiungere la destinazione finale e risolvere i misteri che circondano la lettera di Boy, la scomparsa dei genitori di Girl e il posto da sogno di Robot.

## Modalità di gioco
Le meccaniche di gioco di questo titolo richiamano in modo tipico gli elementi classici dei giochi d'avventura. Il gameplay è incentrato principalmente sull'esplorazione dei vari ambienti, sul dialogo con gli abitanti delle diverse zone e sul completamento di missioni principali e secondarie, spesso attraverso la raccolta e l'analisi di oggetti. Inoltre, il team di sviluppo ha introdotto piccoli puzzle ambientali, che possono richiedere l'attivazione di leve o la pressione di bottoni in una sequenza corretta, aggiungendo elementi di sfida al gioco. Non mancano attività di pesca o gestione di piccoli veicoli e sono talvolta presenti sezioni di gioco a schermo condiviso.
Il menu di gioco offre un inventario per tenere traccia degli oggetti, un riepilogo della storia per aiutare i giocatori a seguire la trama, una sezione dedicata alle missioni secondarie e un elenco dei collezionabili raccolti nel corso del gioco. La mappa di gioco si sviluppa man mano che si esplorano nuove aree, consentendo ai giocatori di orientarsi nel mondo di gioco, anche se non è presente un sistema di teletrasporto per semplificare gli spostamenti.
Il salvataggio dei progressi nel gioco avviene in modalità automatica, solitamente al completamento di fasi chiave della storia, ma è anche possibile effettuare salvataggi manuali interagendo con i telefoni all'interno del gioco e chiamando l'operatore.

## Colonna sonora
Riveste particolare importanza l'accompagnamento musicale alle varie vicende del gioco. Le musiche sono state composte dalle due autrici vincitrici di premi internazionali Irina Slepchenko e Svetlana Khanina in un periodo durato quasi un anno. I loro manoscritti, inizialmente per pianoforte, sono stati poi orchestrati e registrati definitivamente dall'artista e compositore finlandese Markus Elgland.
Pubblicata nel 2022 sulle maggiori piattaforme di streaming audio, la colonna sonora del gioco si presenta con 31 tracce per un totale di quasi due ore di musica.

## Accoglienza e riconoscimenti
Il commento di Giorgio Melani di Multiplayer.it è "Come è facile intuire dal titolo, Dreamers punta a creare un'atmosfera onirica, calando i giocatori in un mondo sospeso tra realtà e sogno, attraverso ambientazioni dalla struttura realistica  ma dotate di un aspetto trasognato".
Riferendosi all'annuncio di ID@Xbox, Giovanni Panzano di Everyeye.it si esprime dicendo "Molto più rilassante è stato il filmato dedicato al colorato Dreamers, un'avventura con stile grafico low poly in cui dobbiamo accompagnare i tre protagonisti nel loro viaggio con tanto di possibilità di giocare in coop a schermo condiviso".
Per la pubblicazione Kotaku, Ethan Gach esulta che Dreamers è tra i giochi degni di nota avvistati durante la presentazione dei nuovi titoli per Xbox.
Il portale Adventure Gamers apprezza particolarmente le ambientazioni da esplorare e l'effetto nostalgico del gioco di PlaySys, mentre The Xbox Hub ne apprezza lo stile indicato per partite in famiglia.
La testata italiana GameArk individua nella storia il punto essenziale del gioco, e in contemporanea GameScore ne approfondisce gli aspetti essenziale assieme agli sviluppatori in una lunga intervista che tocca diversi temi legati alla creazione del progetto.
80lv condusse una approfondita analisi delle fasi iniziali dello sviluppo di un videogioco in una intervista del 2020 mirata a comprendere come la pandemia Covid di quel tempo stesse influenzando la produzione di un videogioco per console.
Le due testate giapponesi Corriente e 4Gamer annunciano l'uscita di un titolo d'avventura 3D colorato e caratterizzato da uno stile grafico a basso numero di poligoni.
Un anno prima dell'uscita, Dreamers ha partecipato a diversi eventi come DevGamm e GDWC, e sarà parte dell'Independent Games Festival nel 2024.